# Thabiso Maile
Thabiso Maile (ur. 27 stycznia 1987) – sotyjski piłkarz występujący na pozycji środkowego obrońcy.

## Kariera klubowa
Maile występował w klubach FC Likhopo (2005-2007) i Lerotholi Polytechnic FC (2007-2022).

## Kariera reprezentacyjna
W latach 2006–2013 Maile rozegrał 15 meczów i strzelił 3 gole w Lesotho. Ma za sobą udział w eliminacjach do Mistrzostw Świata 2006, a w meczu z Angolą trafił do siatki rywala w 90 minucie, jednak Lesotho przegrało mecz 1:3.